# Miguel Pallardó
Miguel Pallardó González (* 5. Juni 1986 in Alaquàs, Provinz Valencia) ist ein spanischer ehemaliger Fußballspieler. Seine Position war das defensive Mittelfeld.

## Karriere
Der 1,73 Meter große Mittelfeldspieler begann seine Fußballerlaufbahn beim spanischen Verein FC Valencia. Sein Debüt in der ersten Mannschaft feierte er am 15. Mai 2005 beim Spiel gegen Espanyol Barcelona. Er stand für zehn Minuten im Einsatz und das Spiel endete mit einem 2:2. Die verletzungsbedingten Ausfälle der defensiven Mittelfeldspielers David Albelda und Rubén Baraja, sowie seine starken Leistungen, führten dazu, dass er in der Saison 2006/07 regelmäßig in der Startaufstellung der ersten Mannschaft stand. Im Sommer 2007 wurde Pallardó schließlich für ein Jahr an den FC Getafe ausgeliehen und später fest verpflichtet. 2008 wurde er an den untergeordneten Verein Levante UD für die Spielzeit 2008/09 verliehen. Nach einer erfolgreichen Saison kehrte der Verein durch seine tatkräftige Unterstützung wieder, nach zwei Jahren, in die erste Liga zurück. Am 17. Juni kündigte er seinen Vertrag bei Getafe und wurde in der Saison 2011/12 von Levante UD für 200.000 Euro fest verpflichtet. Vom 31. Januar 2013 bis Ende Juni des gleichen Jahres wurde er an den Verein UD Almería ausgeliehen. Am 11. September 2014 unterschrieb er einen Vertrag beim schottischen Verein Heart of Midlothian, bei welchem er bis jetzt unter Vertrag stand. Zwei Spielzeiten später folgten die beiden letzten Stationen mit wenigen Einsätzen, in Japan bei V-Varen Nagasaki und in Spanien bei Real Murcia.